# Индустријска област (Павија)
Индустријска област је насеље у Италији у округу Павија, региону Ломбардија.
Према процени из 2011. у насељу је живело 75 становника. Насеље се налази на надморској висини од 92 м.